# Куца Бердянка
Куца Бердянка (на украински: Азовське) е село в южна Украйна, част от Бердянски район на Запорожка област. Населението му е около 2 470 души (2001).
Разположено е на 7 m надморска височина в Черноморската низина, на северния бряг на Азовско море и непосредствено на северозапад от град Бердянск. Селото е основано през 1861 година от български преселници от преминалата на румънска територия част от Южна Бесарабия.